# Mollicutes
Mollicutes o Tenericutes es un grupo inusual de bacterias que se distinguen por carecer de pared celular y comúnmente son llamados micoplasmas. Son parásitos primarios de varios animales y plantas viviendo dentro de las células huésped. Son microorganismos muy pequeños, típicamente con un tamaño de sólo 0,2-0,3 μm y forma variada aunque la mayoría tiene esteroles que hacen la membrana de la célula algo más rígida. Muchas son capaces de desplazarse mediante deslizamiento. La clase Mollicutes incluye Phytoplasma y Spiroplasma que son patógenos de las plantas asociados a vectores insectos. Phytoplasma y Spiroplasma son los procariontes más pequeños debido a la ausencia de pared celular. El inusual género Spiroplasma es helicoidal y se mueve retorciéndose. 
En adición a una estructura simplificada, Mollicutes también presenta un genoma simplificado. Por ejemplo, Mycoplasma genitalium tiene un genoma con un total de 580 000 pares de bases, uno de los más pequeños secuenciados. Aunque han sido propuestos como candidatos a las bacterias más primitivas ahora parece que se han desarrollado a partir de Bacillota Gram-positivos por lo que se clasifican con estos.
Unas pocas especies de Mollicutes producen enfermedades en los seres humanos, introduciéndose en las células de los tractos respiratorio y urogenital. Estas incluyen ciertas especies de Mycoplasma y Ureaplasma.

## Filogenia
De acuerdo con el análisis de ARNr 16S, los grupos de Mollicutes o Tenericutes se relacionan del siguiente modo:
|  | Acholeplasmatales |
|  |                   |
|  | Anaeroplasmatales |
|  |                   |

|  | Entomoplasmatales |
|  |                   |
|  | Mycoplasmatales   |
|  |                   |

|  | Acholeplasmatales |
|  |                   |
|  | Anaeroplasmatales |
|  |                   |

|  | Entomoplasmatales |
|  |                   |
|  | Mycoplasmatales   |
|  |                   |